# Finlands tonsättare
Finlands tonsättare (finska: Suomen säveltäjät) är en finländsk registrerad förening som grundades 1945 i Helsingfors av ett antal kompositörer. 
Dess syfte är att bevaka kompositörernas konstnärliga, fackliga och ekonomiska intressen, att främja Finlands skapande tonkonst, att utöva publikations- och skivinspelningsverksamhet och att understödja framförandet av finländska tonskapelser i hem- och utlandet. Föreningen inrättade 1945 en Sibeliusfond, som årligen utdelar stipendier åt finländska tonkonstnärer.